# Rapporto della Commissione sull'11 settembre

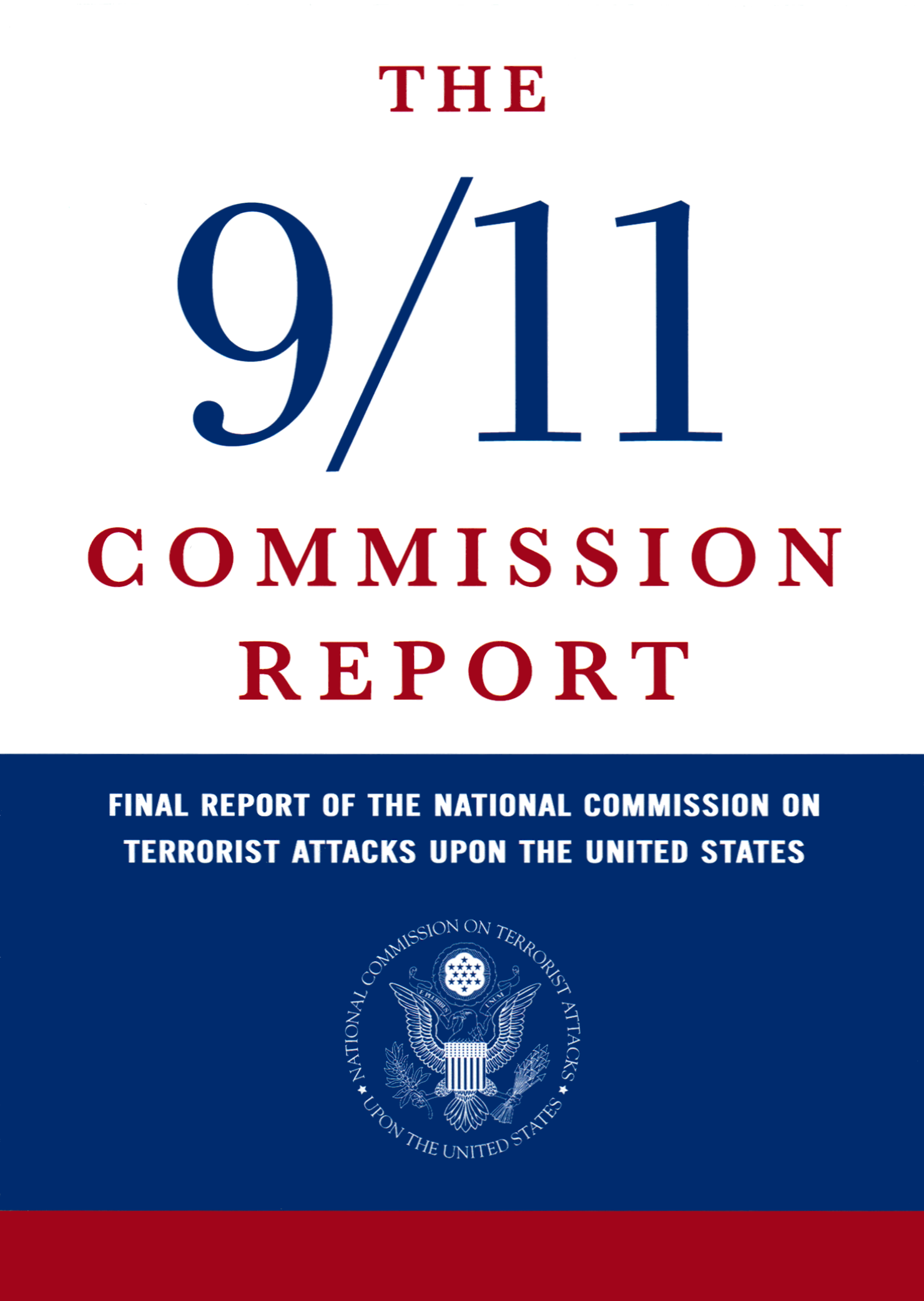
La copertina del rapporto finale, stilato dalla Commissione

Il Final Report of the National Commission on Terrorist Attacks Upon the United States è il rapporto compilato dalla Commissione d'indagine formata su richiesta del presidente degli Stati Uniti e del Congresso per far luce sugli eventi che portarono agli attentati dell'11 settembre 2001 contro gli Stati Uniti d'America.
Il rapporto, pubblicato il 22 luglio 2004, è liberamente scaricabile da Internet presso questo sito.